# اویانکا هندوراس

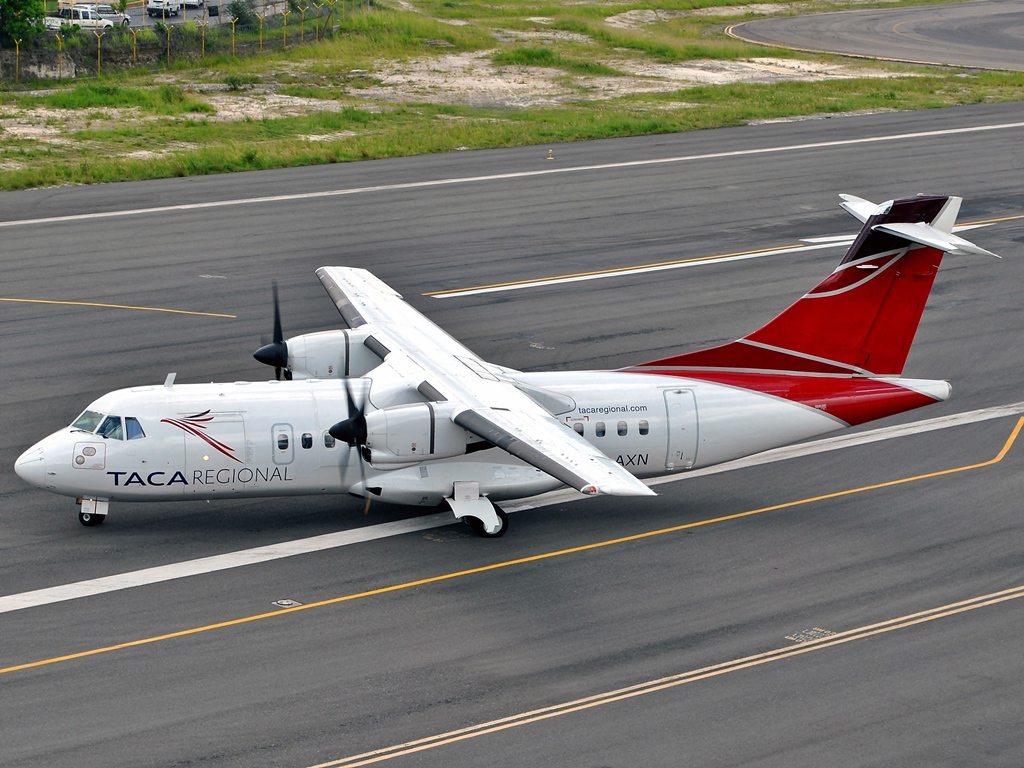
هواپیمای ای‌تی‌آر ۴۲، متعلق به اویانکا هندوراس

اویانکا هندوراس (به انگلیسی: Avianca Honduras) شرکت هواپیمایی هندوراسی است، که در سال ۱۹۸۱ توسط آرتورو آلوارادو وود و تحت نام ایسلنا ایرلاینز تأسیس شد و در سال ۱۹۹۸ توسط اویانکا السالوادور خریداری شد. این شرکت در حال حاضر به‌عنوان زیرمجموعه‌ای از اویانکا هولدینگ، روزانه به ۱۰ مقصد پروازهای مستقیم دارد.
دفتر مرکزی شرکت اویانکا هندوراس در شهر لاسیبا، هندوراس قرار دارد و فرودگاه بین‌المللی گلسون و فرودگاه بین‌المللی رامون ویلدا مورالس، قطب‌های این شرکت هواپیمایی به‌شمار می‌آیند. این شرکت در حال حاضر در ناوگان هوایی خود، دارای ۱۶ فروند هواپیمای جت مسافربری می‌باشد.